# Tomb of Horrors
Tomb of Horrors (La tumba de los horrores) es un suplemento para el juego de rol Dungeons & Dragons. Reescrito y publicado por Gary Gygax en 1978 ya había sido escrito y utilizado por primera vez en 1975 con ocasión de la convención Origins 1. Tiene el código S1, que lo identifica como el primero de los módulos de la serie S (de special series, «serie especial»). Se han publicado varias versiones de esta aventura, la primera en 1978 y la más reciente, publicada en línea, en 2005. Asimismo, fue la base de una novela publicada en 2002.
La trama de este módulo se centra en la tumba del semilich Acererak. Los personajes jugadores (PJ) deben enfrentarse a diversos monstruos y trampas con el fin de destruir a Acererak. Se considera a Tomb of Horrors como uno de los mejores módulos de Dungeons & Dragons de todos los tiempos, y también uno de los más difíciles de superar. El módulo ha inspirado productos posteriores de Dungeons & Dragons, y fue seguido por otros tres módulos en la serie S: S2: White Plume Mountain, S3: Expedition to the Barrier Peaks y S4: Lost Caverns of Tsojcanth.

## Trama
Tomb of Horrors está ambientado en el mundo de Falcongris, un escenario de campaña para Dungeons & Dragons. En La tumba de los horrores el director de juego narra a los jugadores que se dice que el malvado hechicero Acererak permanece en su antigua tumba bajo su forma no muerta. Aunque anteriormente había sido un lich, ha pasado a ser (sin que lo sepan los jugadores) un semilich, una clase de no muerto más poderosa, que ha trascendido la necesidad de un cuerpo físico (con excepción de su cráneo). Los personajes jugadores deben sobrevivir a todas las trampas mortíferas que tiene dispuestas y atravesar el santuario interior para destruirlo de forma definitiva.
El módulo se divide en 33 encuentros, empezando por dos entradas falsas a la tumba y culminando en «La cripta de Acererak el Semilich». El módulo termina con la destrucción de Acererak, sin epílogo alguno.

## Historia de la publicación
Tomb of Horrors fue escrito por Gary Gygax para jugar en la convención Origins 1, celebrada en 1975.  En 1978 TSR, Inc. publicó el módulo con una cubierta monocroma para que pudiera ser jugado con la primera edición de las reglas de Advanced Dungeons & Dragons. El módulo incluye un libro de ilustraciones pensado para mostrar a los jugadores a medida que se desarrolla la aventura. Tomb of Horrors se volvió a publicar en 1981 con el mismo texto pero con una portada a todo color. El módulo ha sido descrito como el primero de una serie de módulos de alto nivel, y consiste en una incursión en la mortífera cripta de un hechicero. Este módulo se incluyó en la compilación abreviada Realms of Horror de 1987.
En 1998 se reimprimió el módulo como parte de Return to the Tomb of Horrors, una considerable expansión y secuela de la aventura original escrita para las reglas de la segunda edición. Wizards of the Coast lanzó una versión actualizada del módulo original en forma de descarga gratuita para la fiesta de Halloween de 2005, descarga que retenía gran parte del contenido original. El contenido actualizado proviene del suplemento de Dungeons & Dragons Libris Mortis. Esta versión actualizada fue diseñada para ser utilizada con las reglas de la Edición 3.5 del juego. Tomb of Horrors también fue adaptado a una novela del mismo nombre escrita por Keith Francis Strohm para la serie Falcongris y publicada por Wizards of the Coast en 2002.

## Recepción y crítica
Esta es una aventura para D&D creada en 1978 con el objetivo de examinar el ingenio y la fortaleza de los grupos de aventureros en torneos de juegos. Aquí se emplea la palabra «examinar» en el mismo sentido que en la frase «vamos a examinar al perro por si tiene rabia». Digamos simplemente que no se espera que el sujeto sobreviva al procedimiento.
Lore Sjöberg de la revista Wired sobre Tomb of Horrors

Tomb of Horrors fue calificado como la tercera mejor aventura de Dungeons & Dragons de todos los tiempos por la revista Dungeon en 2004, en el 30.º aniversario del juego Dungeons & Dragons.  Para los jugadores, es infaustamente conocido por ser una «mazmorra asesina», llena de toda suerte de trampas mortales y monstruos capaces de acabar fácilmente con grupos enteros de personajes jugadores de alto nivel. Algunos jugadores consideran que Tomb of Horrors es «injusto», pues muchas de las trampas que contiene ignoran mecánicas del juego y la lógica de la ambientación. Dungeon Master for Dummies, que califica Tomb of Horrors como una de las diez mejores aventuras clásicas, sostiene que muchas de las trampas que contiene la aventura pueden matar a un personaje jugador solo por tomar malas decisiones.
Wayne MacLaurin de SF Site describe el módulo como «un clásico» y como «imprescindible» para los roleros, y dice que, cuando jugó al juego en el instituto, la mayor parte de los personajes del grupo moría rápidamente. Para MacLaurin, el motivo por el que Tomb of Horrors es un clásico no radica en su dificultad, sino en que se trata del primer módulo que no se centra en matar a grandes cantidades de monstruos, pues es una «colección de puzzles y mapas». Su enfoque en las trampas más que en los monstruos fue una sorpresa para los jugadores de entonces. Una técnica de la que se valieron algunos jugadores para sortear las trampas mortales consistió en conducir ganado por delante de ellos, lo que Lore Sjöberg de la revista Wired calificó de «un poco menos que heroico», explicando que, en El Señor de los Anillos, Gandalf no mandó «50 cabezas de ganado a las Minas de Moria para servir de cebo de Balrog».
Tomb of Horrors influyó en productos posteriores de Dungeons & Dragons. Jason Bulmahn se sirvió del módulo, así como de Indiana Jones, como inspiración para algunas de las trampas del suplemento de D&D Dungeonscape de 2007. El juego de rol por ordenador Icewind Dale, desarrollado para Windows por Black Isle Studios, también tuvo influencias del módulo; el director de división de Black Isle Studios, Feargus Urquhart dijo: «Queríamos algo que recordara a todos su primera incursión en una mazmorra como la Tumba de los Horrores, con trampas por cada esquina y no muertos que se arrastran desde las paredes».